# 우수리강

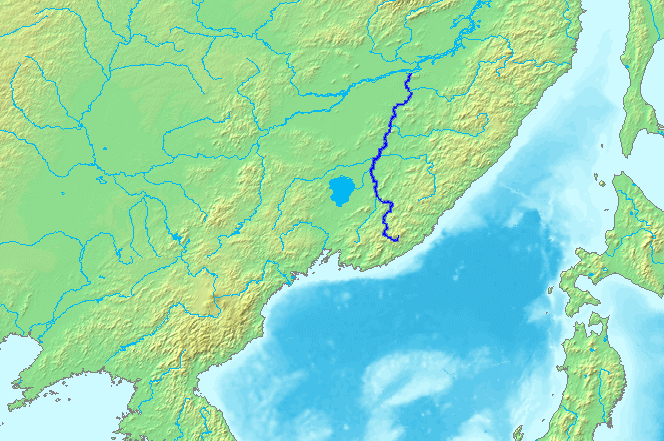
우수리강의 위치

우수리강(만주어: ᡠᠰᡠᡵᡳ᠌
ᡠᠯᠠ 우수리 울라, 중국어: 乌苏里江, 병음: Wūsūlǐ Jīang; 러시아어: река Уссури)은 러시아 극동의 남쪽에 있다. 시호테알린산맥에서 발원을 한 다음, 러시아와 중국의 국경을 이룬 다음 아무르강으로 흘러 간다.
만주어로 “그을음처럼 검은 강”이라는 뜻이라고 전해진다. 1972년까지 우수리강은 상류는 얀무티호우자(Ян-Муть-Хо́уза), 산다고우(Сандаго́у), 울라헤(Улахе́), 그리고 강의 하구, 울라헤가 다우비헤와 합류한 이후부터 우수리강이라고 불렸다. 중국과의 영토분쟁후 러시아는 중국어에서 유래한 지명들을 통합하고 없애면서 강 전체이름을 우수리강으로 부르기 시작했다.
강의 길이는 897㎞, 유역면적은 193000km2. 시호테알린산맥에서 발원하여 북쪽으로 흐르고 한카호수와는 쑹아차강으로 연결되어있다. 
지류로는 
왼쪽: 아르세니예프카(Арсеньевка), 드라구치나(Драгучина), 쑹아차(Сунгача), 무링허(Мулинхэ), 나오리허(Наолихэ).
오른쪽: 주라블룝카(Журавлёвка), 볼사야우수르카(Большая Уссурка), 비킨(Бикин), 시프키(Шивки), 비라(Бира), 포드호료노크(Подхорёнок), 호르(Хор), 키야(Кия), 치르키(Чирки), 카바르가(Кабарга).

## 같이 보기
- 아무르큰곰